# Закансек
Закансек (на унгарски: Zákányszék) е село в област Чонград, южна Унгария. Населението му е 2711 души (по приблизителна оценка от януари 2018 г.).
Разположено е на 88 m надморска височина в Среднодунавската низина, на 20 km западно от град Сегед и на 12 km от границата със Сърбия. Жителите на селото са главно унгарци католици.